# 哈克路特公司
哈克路特公司（Hakluyt & Company）是一家英国战略咨询公司。该公司总部位于伦敦，并在纽约、达拉斯、旧金山、東京都、法兰克福、新加坡、孟买和悉尼设有子公司。 Hakluyt由英国秘密情报局的前官员创立。

## 外部鏈接
- 官方网站